# Coliseum Theatre
Coliseum Theatre (znany także jako London Coliseum) – siedziba angielskiej opery narodowej i jednocześnie jeden z najważniejszych, obok Royal Opera House budynków operowych w Londynie, otwarty w 1904. Budynek opery znajduje się przy St. Martin’s Lane w dzielnicy Westminster. Budynek zaprojektował architekt teatralny Frank Matcham (autor London Palladium). London Coliseum jest jednym z największych i najlepiej wyposażonych teatrów Londynu.
Inauguracyjne przedstawienie odbyło się 24 grudnia 1904 roku.
Między 1931 a 1968 rokiem teatr zmienił nazwę z London Coliseum na Coliseum Theatre.
W latach 2000 i 2004 w teatrze zostały przeprowadzone rozległe prace remontowe. Zespół projektowy remontu składał się z firmy RHWL (architektura), Arup Acoustics (akustyka) oraz Arup (inżynieria budownictwa).